# Strade provinciali della provincia di Mantova
L'unica autostrada che attraversa la Provincia di Mantova è la A22. Dopo il passaggio di competenze dall'ANAS alle Province per la gestione di gran parte delle Strade Statali, l'unica SS rimasta è la SS12. Le altre strade sono ora di competenza della Provincia e sono indicate come ex-Statali. Sono circa 300 km di strade che si aggiungono ai circa 900 km delle Strade Provinciali. Vengono indicate come Nuove Strade Provinciali le varianti, tangenziali ecc. di recente costruzione.
Questo è l'elenco delle strade presenti sul territorio della provincia di Mantova:

## Autostrade
- A22 Autostrada del Brennero

## Strade Statali
- SS 12 "dell'Abetone e del Brennero"

## Strade Ex-Statali
- SS 62 "della Cisa": Sarzana - Verona
- SS 236 "Goitese": Mantova - Brescia
- SS 236 bis: Mantova (Innesto SS 10/SS 482) - Porto Mantovano (Innesto SS 236)
- SS 249 "Gardesana Orientale": Castel d'Ario - Arco
- SS 343 "Asolana": Parma - Montichiari — Dal 2021 è classificata come strada statale
- SS 358 "di Castelnovo": Cadelbosco di Sotto - Casalmaggiore
- SS 413 "Romana": Borgo Virgilio - Modena
- SS 420 "Sabbionetana": Mantova - Casalmaggiore
- SS 482 "Alto Polesana": Mantova - Badia Polesine
- SS 496 "Virgiliana": San Benedetto Po - Ferrara
- SS 567 "del Benaco": Castiglione delle Stiviere - Desenzano del Garda

## Strade provinciali
- SP 1 - "Asolana": Grazie - Rivalta sul Mincio - Gazoldo degli Ippoliti - Asola
- SP 1A - Asola (Innesto SP 1) - Asola (Innesto SP 2/SS 343)
- SP 2 - Asola - Isola Dovarese (CR): Asola - Casalromano - Fontanella Grazioli - Confine Prov. Cremona
- SP 3 - Fontanella - Volongo (CR): Fontanella Grazioli - Confine Prov. Cremona
- SP 4 - Canneto sull'Oglio - Cadimarco (BS): Canneto sull'Oglio (Innesto SS 343) - Confine Prov. Brescia
- SP 5 - Asola - Fiesse (BS): Asola - Confine Prov. Brescia
- SP 6 - Gazoldo degli Ippoliti - Castel Goffredo - Acquafredda (BS): Rodigo (Innesto SP 17) - Ceresara - Castel Goffredo - Confine Prov. Brescia
- SP 7 - Calvatone (CR) - Volta Mantovana
- SP 8 - Casaloldo - Castel Goffredo - Solferino - Pozzolengo (BS) ("Strada della calza")[1]
- SP 9 - Medole - Carpenedolo (BS)
- SP 10 - Ceresara - Castiglione delle Stiviere - Lonato (Confine Prov. Brescia)
- SP 11 - Castiglione delle Stiviere - Carpenedolo (BS)
- SP 12 - Castiglione delle Stiviere - Solferino
- SP 13 - Cavriana - San Cassiano
- SP 14 - Volta Mantovana - Guidizzolo
- SP 15 - Ceresara - Cavriana - (fino al confine col comune di) Valeggio sul Mincio
- SP 16 - Goito - Casaloldo
- SP 17 - "Postumia": Mosio (Innesto SP 67) - Goito - Roverbella (Innesto SS 62)
- SP 18 - Volta Mantovana - Castellaro Lagusello - Pozzolengo (BS)
- SP 19 - "Dei Colli": Goito - Ponti sul Mincio - Confine Prov. Verona
- SP 20 - Ponti sul Mincio - Pozzolengo (BS)
- SP 21 - Marmirolo - Volta Mantovana
- SP 22 - Pozzolo - (fino al confine col comune di) Valeggio sul Mincio
- SP 23 - Castellucchio - Rivalta sul Mincio - Goito
- ex SP 24 - Castel d'Ario - Roverbella (Inclusa nel percorso della SS 249)
- SP 25 - Mantova - Castelbelforte - Confine Prov. Verona
- SP 26 - Castelbelforte - Erbè (VR)
- ex SP 27 - San Giorgio di Mantova - Sant'Antonio Mantovano (Inclusa nel percorso della SS 236 bis)
- SP 28 - Circonvallazione est Mantova
- ex SP 29 - Mantova (quartiere Angeli) - Cerese
- SP 30 - Mantova - Roncoferraro - Villimpenta - Confine Prov. Verona
- SP 31 - Garolda - Castel d'Ario
- SP 32 - Villimpenta - (confine col comune di) Sorgà (VR)
- SP 33 - Roncoferraro - Ponte San Benedetto: Nosedole (Innesto SP 30) - Governolo - Bagnolo San Vito (Innesto SS 413)
- SP 34 - "Ferrarese": Revere - Sermide - Confine Prov. Ferrara (loc. Pilastri)
- SP 35 - Sermide - Quatrelle
- SP 36 - Ghisione - Magnacavallo - Sermide
- SP 37 - Santa Croce - Fenil dei Frati
- SP 38 - Revere - Poggio Rusco
- SP 39 - Borgofranco sul Po - Magnacavallo
- SP 40 - San Giovanni del Dosso - Corte Fenili
- SP 41 - San Benedetto Po - Quingentole
- SP 42 - Pegognaga - San Benedetto Po
- SP 43 - Quistello - Pieve di Coriano
- SP 44 - Pegognaga - San Giacomo delle Segnate
- SP 45 - San Giacomo delle Segnate - Concordia sulla Secchia (MO)
- SP 46 - Moglia - Concordia sulla Secchia (MO)
- SP 47 - Moglia - Reggiolo (RE)
- SP 48 - Pegognaga - Gonzaga - Reggiolo (RE)
- SP 49 - Suzzara - Pegognaga - Quistello: Innesto SS 62 Var - Pegognaga - Innesto SS 413 - Innesto SS 496
- SP 50 - Ponte Borgoforte - Gonzaga - Moglia: Motteggiana (Innesto SS 62) - Gonzaga - Moglia
- SP 51 - Moglia - Bondanello
- SP 52 - Sailetto - Pegognaga
- SP 53 - San Benedetto Po - Villa Saviola
- SP 54 - Borgoforte - Bagnolo San Vito
- SP 55 - Gazoldo degli Ippoliti - Borgoforte
- SP 56 - Borgoforte - Marcaria (Innesto SS 10)
- SP 57 - Mantova - San Matteo delle Chiaviche - Viadana
- SP 58 - Gazzuolo - San Martino Dall'Argine
- SP 59 - "Viadanese": Gazzuolo (Innesto SS 420) - Viadana
- SP 60 - Squarzanella - San Matteo delle Chiaviche
- SP 61 - Gazzuolo - Spineda (CR) - Rivarolo Mantovano - San Giovanni in Croce (CR)
- SP 62 - Commessaggio - Spineda (CR) - San Martino dall'Argine
- SP 63 - Bozzolo - Sabbioneta - Viadana
- SP 64 - Bozzolo - Casalmaggiore (CR)
- SP 65 - Bozzolo - Tornata (CR)
- SP 66 - Rivarolo Mantovano - Tornata (CR)
- SP 67 - Marcaria - Acquanegra sul Chiese
- ex SP 68 - Marcaria - Casalmoro
- ex SP 69 - Asola - Quattrostrade - Innesto SP 7
- SP 70 - Quistello - Schivenoglia - Villa Poma
- SP 71 - Castelbelforte - Gazzo - Stradella - Cadè
- SP 72 - Quingentole - San Rocco
- SP 73 - Corte Erbatici - Rivarolo del Re
- SP 74 - (dal confine col comune di) Valeggio sul Mincio (VR) - Monzambano - Innesto SP 18
- SP 75 - Ostiglia - Comuna Bellis
- SP 76 - Volta Mantovana - (al confine col comune di) Valeggio sul Mincio (VR)
- SP 77 - (dal confine del comune di) Peschiera del Garda (VR)- (al confine col comune di) Pozzolengo (BS)
- SP 78 - Ex "Padana Inferiore": Marcaria (Innesto SP 56) - San Martino dall'Argine - Bozzolo
- SP 79 - Sustinente - Villimpenta
- SP 80 - Roncoferraro - Ostiglia
- SP 81 - tratto declassato della SS 236: Mantova - Porto Mantovano (Innesto SS 236)
- SP 82 - tratto declassato della SS 236: Medole (Innesto SS 2336) - Castiglione delle Stiviere
- SP 83 - tratto declassato delle SS 567: Castiglione delle Stiviere - Confine Prov. Brescia
- SP 90 - ex 28 BIS Raccordo con la SS482
- SP 91 - ex 34 BIS Raccordo al ponte sul Po: Sermide - Confine Prov. Rovigo
- SP 92 - ex 50 BIS Tangenziale nord di Moglia
- SP 93 - ex 57 BIS Raccordo ponte sul Po: Dosolo - Guastalla (RE)
- Tangenziale nord di Mantova: Innesto SS 236 bis - Innesto SS 482
- Tangenziale sud di Mantova: Innesto SS 10 - Innesto SS 62